# Deal or No Deal
Deal or No Deal é um formato de game show televisivo produzido e comercializado pela Endemol. Em Portugal é exibido pela SIC sob o nome Pegar ou Largar e no Brasil foi exibido pelo SBT sob o nome de Topa ou não Topa.

## Formato
O Deal or No Deal envolve um participante, um apresentador, um "banqueiro" e um determinado número de maletas ou caixas, cada uma com um valor em dinheiro inicialmente desconhecido. O jogo se inicia com o participante escolhendo uma maleta cujo valor manterá desconhecido até o fim do programa. Durante o jogo, o participante escolhe, uma de cada vez, as malas restantes para serem eliminadas, que vão tendo o seu valor revelado. Cada vez que um determinado número de maletas é aberto, o banqueiro oferece uma certa quantia de dinheiro. Se o participante aceitar a oferta, o jogo termina e ele ganha o valor oferecido. Se o participante rejeitar todas as ofertas, ele ganha o valor contido na maleta escolhida inicialmente.
Uma vez que a gama de valores que o participante pode ganhar é conhecida desde o início do jogo, o banqueiro oferece, em qualquer uma de suas aparições, um valor baseado na quantia que o jogador ainda pode ganhar. Por exemplo, se os três prêmios máximos forem eliminados, o banqueiro vai oferecer uma quantia menor e se os três prêmios mínimos forem eliminados, a quantia oferecida será maior. Assim sendo, principalmente no início do jogo, o banqueiro oferece uma quantia em dinheiro baseada na teoria das probabilidades. Porém, não é incomum que o valor oferecido pelo banqueiro mais próximo do fim do jogo exceda as expectativas do participante.

## Versões pelo mundo
| País                 | Nome                                                             | Apresentador                                                                    | Emissora                      | Idioma                              | Lançamento                    | Site                          |
| -------------------- | ---------------------------------------------------------------- | ------------------------------------------------------------------------------- | ----------------------------- | ----------------------------------- | ----------------------------- | ----------------------------- |
| Albânia              | Sem informações                                                  | Sem informações                                                                 | Sem informações               | Sem informações                     | Sem informações               | Sem informações               |
| Argélia              | Sem informações                                                  | Sem informações                                                                 | Sem informações               | Sem informações                     | Sem informações               | Sem informações               |
| Argentina            | Trato Hecho                                                      | Julian Weich                                                                    | Telefé                        | Espanhol                            | 2004                          | Link                          |
| Armênia              | Sem informações                                                  | Sem informações                                                                 | Sem informações               | Sem informações                     | Sem informações               | Sem informações               |
| Austrália            | Deal or No Deal                                                  | Andrew O'Keefe                                                                  | Channel Seven                 | Inglês                              | 2003                          | Link[ligação inativa]         |
| Áustria              | Deal or No Deal                                                  | Rainhard Fendrich                                                               | ORF1                          | Alemão                              | 2005                          | Desconhecido                  |
| Bélgica              | Miljoenenjacht                                                   | Walter Grootaers                                                                | VTM                           | Neerlandês                          | 2004                          | link                          |
| Bélgica              | Te Nemen of Te Laten                                             | Felice                                                                          | VijfTV                        | Neerlandês                          | 2007                          | Link                          |
| Bósnia e Herzegovina | Deal or No Deal- Uzmi ili Ostavi                                 | Jusuf Višnjić                                                                   | OBN                           | Bósnio                              | 2008                          |                               |
| Brasil               | Topa ou Não Topa                                                 | Sílvio Santos (2006-2009) Roberto Justus (2010-2011) Patrícia Abravanel (2019-) | SBT                           | Português                           | 2006                          | Link                          |
| Bulgária             | Сделка или не                                                    | Rumen Lukanov                                                                   | Nova Television               | Búlgaro                             | 2005                          | Link                          |
| Canadá               | Deal or No Deal                                                  | Howie Mandel                                                                    | Global                        | Inglês                              | 2007                          | Link                          |
| Canadá               | Le Banquier                                                      | Julie Snyder                                                                    | TVA                           | Francês                             | 2007                          | Link                          |
| Chile                | Trato Hecho                                                      | Don Francisco                                                                   | Canal 13                      | Espanhol                            | 2004                          | Desconhecido                  |
| Chile                | ¡Allá Tú!                                                        | Julián Elfenbein                                                                | Chilevision                   | Espanhol                            | 2007                          | Link                          |
| Colômbia             | Sem informações                                                  | Sem informações                                                                 | Sem informações               | Sem informações                     | Sem informações               | Sem informações               |
| Costa Rica           | Sem informações                                                  | Sem informações                                                                 | Sem informações               | Sem informações                     | Sem informações               | Sem informações               |
| Croácia              | Uzmi ili Ostavi                                                  | Mirko Fodor                                                                     | Croatian Radiotelevision      | Croata                              | 2006                          | Link                          |
| Chéquia              | Ber nebo neber                                                   | Pavel Zuna                                                                      | TV Prima                      | Tcheco                              | 2007                          | Link                          |
| Dinamarca            | Deal No Deal                                                     | Casper Christensen                                                              | TV 2                          | Dinamarquês                         | 2006                          | Link[ligação inativa]         |
| Equador              | Trato Hecho                                                      | Desconhecido                                                                    | Teleamazonas                  | Espanhol                            | 2006                          | Desconhecido                  |
| El Salvador          | Sem informações                                                  | Sem informações                                                                 | Sem informações               | Sem informações                     | Sem informações               | Sem informações               |
| Estónia              | Võta või jäta                                                    | Alari Kivisaar                                                                  | TV3                           | Estoniano                           | 2007                          | Link                          |
| Finlândia            | Ota tai jätä                                                     | Pauli Aalto-Setälä                                                              | Nelonen                       | Finlandês                           | 2007                          | Link                          |
| França               | À prendre ou à laisser                                           | "Arthur"                                                                        | TF1                           | Francês                             | 2004                          | Link                          |
| Geórgia              | Sem informações                                                  | Sem informações                                                                 | Sem informações               | Sem informações                     | Sem informações               | Sem informações               |
| Alemanha             | Deal or No Deal - Die Show der GlücksSpirale                     | Guido Cantz                                                                     | Sat.1                         | Alemão                              | 2004                          | Link                          |
| Guatemala            | Sem informações                                                  | Sem informações                                                                 | Sem informações               | Sem informações                     | Sem informações               | Sem informações               |
| Grécia               | Deal                                                             | Christos Ferendinos                                                             | ANT1                          | Grego                               | 2006                          | Deal                          |
| Grécia               | Super Deal                                                       | Christos Ferendinos                                                             | ANT1                          | Grego                               | 2006                          | Super Deal                    |
| Honduras             | Sem informações                                                  | Sem informações                                                                 | Sem informações               | Sem informações                     | Sem informações               | Sem informações               |
| Hong Kong            | Deal or No Deal/一擲千金                                         | Michael Hui (1ª temporada)                                                      | TVB Jade                      | Cantonês                            | 2006                          | Link                          |
| Hong Kong            | Deal or No Deal/一擲千金                                         | Alfred Cheung (2ª temporada)                                                    | TVB Jade                      | Cantonês                            | 2007                          | Link                          |
| Hungria              | Áll az alku                                                      | Gábor Gundel Takács                                                             | TV2                           | Húngaro                             | 2004                          | Link                          |
| Índia                | Deal Ya No Deal                                                  | Rajeev Khandelwal                                                               | Sony                          | Híndi e Inglês                      | 2005                          | Link                          |
| Indonésia            | Deal Or No Deal                                                  | Tantowi Yahya                                                                   | RCTI                          | Indonésio                           | 2007                          | RCTI                          |
| Israel               | דיל או לא דיל                                                    | Moran Atias                                                                     | 10                            | Hebraico                            | Desconhecido                  | Link                          |
| Itália               | Affari Tuoi                                                      | Flavio Insinna                                                                  | Rai Uno                       | Italiano                            | 2003                          | Link                          |
| Japão                | Za diiru/The Deal                                                | Shinsuke Shimada                                                                | TBS                           | Japonês                             | 2006                          | Link                          |
| Letônia              | Sem informações                                                  | Sem informações                                                                 | Sem informações               | Sem informações                     | Sem informações               | Sem informações               |
| Lituânia             | Taip arba Ne                                                     | Marijonas Mikutavičius                                                          | TV3 Lithuania                 | Lituano                             | 2007                          | Link                          |
| Malásia              | Deal or No Deal                                                  | A ser anunciado                                                                 | NTV7                          | Inglês                              | 2007                          |                               |
| Malásia              | 一擲千金 Deal or No Deal                                         | Goh Wee Ping                                                                    | NTV7                          | Chinês                              | 2007                          |                               |
| Malta                | Deal or No Deal                                                  | Pablo Micallef                                                                  | TVM                           | Maltese                             | 2007                          | Link                          |
| Ilhas Maurícias      | To Pran to pas Pran?                                             | Hassen Rojoa                                                                    | MBC D6                        | Francês                             | 2007                          | Link                          |
| México               | Vas o No Vas                                                     | Héctor Sandarti                                                                 | Televisa                      | Espanhol                            | 2005                          | Link                          |
| Mónaco               | Raffle le fric et braque la banque                               | Pierre Van Klaveren                                                             | M1                            | Francês                             | 2006                          | Link[ligação inativa]         |
| Marrocos             | Sem informações                                                  | Sem informações                                                                 | Sem informações               | Sem informações                     | Sem informações               | Sem informações               |
| Países Baixos        | Miljoenenjacht (versão original) e temporada                     | Linda de Mol                                                                    | TROS, Tien, RTL4              | Neerlandês                          | 2001                          | Link[ligação inativa]         |
| Países Baixos        | Deal or No Deal (versão direita) programa reduzido               | Beau van Erven Dorens                                                           | Tien, RTL5                    | Neerlandês                          | 2006                          | Link                          |
| Nova Zelândia        | Deal or No Deal                                                  | Jeremy Corbett                                                                  | TV3                           | Inglês                              | 2007                          | Link                          |
| Nova Zelândia        | Deal or No Deal também vai ao ar na Nova Zelândia pela Prime TV. |                                                                                 |                               |                                     |                               |                               |
| Nicarágua            | Sem informações                                                  | Sem informações                                                                 | Sem informações               | Sem informações                     | Sem informações               | Sem informações               |
| Nigéria              | Deal or No Deal                                                  | John Fashanu                                                                    | M-Net Africa                  | Inglês                              | 2007                          | Link                          |
| Noruega              | Deal or No Deal                                                  | Sturla Berg-Johansen                                                            | TV2                           | Norueguês                           | 2006                          | Link                          |
| Liga Árabe           | Deal or No Deal                                                  | Michel Sanan                                                                    | LBC                           | Árabe                               | 2005                          | Link                          |
| Panamá               | El Familion Nestle                                               | Desconhecido                                                                    | Telemetro Panamá              | Espanhol                            | Desconhecido                  | Desconhecido                  |
| Peru                 | Trato Hecho                                                      | Adolfo Aguilar                                                                  | ATV                           | Espanhol                            | 2005                          | Desconhecido                  |
| Filipinas            | Kapamilya, Deal or No Deal                                       | Kris Aquino                                                                     | ABS-CBN                       | Filipino e Inglês                   | 2006                          | Link                          |
| Polónia              | Grasz czy nie grasz                                              | Zygmunt Chajzer                                                                 | Polsat                        | Polonês                             | 2005                          | Link                          |
| Portugal             | Pegar ou Largar                                                  | Rui Unas                                                                        | SIC Network                   | Português                           | 2006                          | Link                          |
| Porto Rico           | Sem informações                                                  | Sem informações                                                                 | Sem informações               | Sem informações                     | Sem informações               | Sem informações               |
| Roménia              | Da sau nu                                                        | Mihai Dobrovolschi                                                              | Prima TV                      | Romeno                              | Desconhecido                  | Desconhecido                  |
| Rússia               | Сделка                                                           | Alexei Veselkin                                                                 | REN TV                        | Russo                               | 2006                          | Link                          |
| Sérvia               | Uzmi ili ostavi                                                  | Milorad Mandić Manda                                                            | B92                           | Sérvio                              | 2007                          | Link                          |
| Singapura            | Deal or No Deal                                                  | Adrian Pang                                                                     | Channel 5                     | Inglês                              | 2007                          | Link.                         |
| Eslováquia           | Ruku na to                                                       | Estréia programada para 2007.                                                   | Estréia programada para 2007. | Estréia programada para 2007.       | Estréia programada para 2007. | Estréia programada para 2007. |
| Eslovênia            | Vzemi ali pusti                                                  | Bojan Emeršič                                                                   | POP TV                        | Esloveno                            | Desconhecido                  | Link                          |
| África do Sul        | Deal or No Deal                                                  | Ed Jordan                                                                       | M-Net                         | Inglês                              | 2007                          | Link                          |
| Coreia do Sul        | Yes or No                                                        | Shin Dong-Yeob                                                                  | tvN                           | Coreana                             | 2006                          | Link                          |
| Espanha              | ¡Allá tú!                                                        | Jesús Vázquez                                                                   | Telecinco / Cuatro            | Espanhol                            | 2004                          | Link                          |
| Suécia               | Deal or No Deal                                                  | Martin Timell                                                                   | TV4                           | Sueco                               | 2006                          |                               |
| Suíça                | Deal or No Deal - Das Risiko                                     | Roman Kilchsperger                                                              | SF 1                          | Alemão                              | 2004                          | Link                          |
| Tailândia            | Deal or No Deal - เอาหรือไม่เอา                                    | Dom Hetrakul                                                                    | ThaiTV 3                      | Tailandês                           | 2004                          | Link                          |
| Tunísia              | Deal or No Deal - Dlilek Mlek                                    | Sami El Fihri                                                                   | Tunis 7                       | Árabe                               | 2004                          | Desconhecido                  |
| Turquia              | Büyük Teklif                                                     | Halit Ergenç                                                                    | Kanal D                       | Turco                               | 2005                          | Link                          |
| Ucrânia              | Sem informações                                                  | Sem informações                                                                 | Sem informações               | Sem informações                     | Sem informações               | Sem informações               |
| Reino Unido          | Deal or No Deal                                                  | Noel Edmonds                                                                    | Channel 4                     | Inglês                              | 2005                          | Channel 4 Endemol             |
| Estados Unidos       | Deal or No Deal                                                  | Howie Mandel                                                                    | NBC                           | Inglês                              | 2005                          | Link                          |
| Estados Unidos       | Vas o No Vas                                                     | Héctor Sandarti                                                                 | Telemundo                     | Espanhol                            | 2006                          | Link[ligação inativa]         |
| Vietname             | Sem informações                                                  | Sem informações                                                                 | Sem informações               | Sem informações                     | Sem informações               | Sem informações               |
| Zimbabwe             | Saka Kana Aa Saka                                                | Tande Newton e Isaac Smith                                                      | TVZim01, ZBC, TeleZim         | Xona, Andebele setentrional, Inglês | 2007                          | Link [ligação inativa]        |

## Pessoas que ganharam o prêmio máximo
| País          | Nome                                    | Quantia ganha               | Última oferta          | Quantia na outra maleta |
| ------------- | --------------------------------------- | --------------------------- | ---------------------- | ----------------------- |
| Austrália     | Dean Cartechini (17 de junho de 2004)   | A$200,000 ($178,659)        | A$102,500 ($91,563)    | A$5 ($4.47)             |
| Austrália     | Anh Do (19 de setembro de 2007)         | A$200,000                   | A$125,000 ($111,662)   | A$75,000 ($66,997)      |
| Brasil        | Paulo (Abril de 2007)                   | R$1,000,000 ($557,678)      | R$444,000 ($247,609)   | R$100                   |
| Bulgária      | Veneta Raykova (Fevereiro de 2006)      | 75,000 BGN ($54,819)        | Desconhecida           | Desconhecida            |
| Chile         | Mauricio Hermosilla (4 de maio de 2007) | CL$10,000,000 ($19,938)     | CL$6,500,000 ($12,960) | CL$5,000,000 ($9,969)   |
| Chile         | Farándula (29 de agosto de 2007)        | CL$10,000,000               | Charge Box             | CL$50,000 ($99.69)      |
| França        | Sabrina (29 de novembro de 2005)        | €500,000 ($714,750)         | €350,000 ($500,325)    | €75,000 ($107,213)      |
| Grécia        | Gogo                                    | €200,000 ($285,900)         | Desconhecida           | €1,000 ($1,430)         |
| Itália        | Angelo Marzano Romina Provenzano        | €250,000 ($357,375)         | Desconhecida           | Desconhecida            |
| México        | Paty                                    | $1,000,000 ($92,379)        | $400,000 ($36,952)     | $100,000 ($9,238)       |
| México        | Laura                                   | $1,000,000                  | $700,000 ($64,665)     | $400,000                |
| México        | Luis                                    | $1,000,000                  | Desconhecida           | Desconhecida            |
| México        | Elena                                   | $5,000,000 ($461,894)       | Desconhecida           | Desconhecida            |
| Malásia       | Timothy Shim (2 de março de 2008)       | RM 100,000 ($31,250)        | RM 50,800 ($15,875)    | RM 250 ($71.83)         |
| Países Baixos | Arno Woesthoff (2 de setembro de 2001)  | fl. 10,000,000 ($6,600,000) | Desconhecida           | Desconhecida            |
| Filipinas     | Terry Lim Cua (29 de dezembro de 2006)  | P2,000,000 ($45,444)        | P1,400,000 ($31,811)   | P1,000,000 ($22,722)    |
| Sérvia        | Vidoje (19 de outubro de 2007)          | RSD1,500,000 ($24,475)      | Desconhecida           | Desconhecida            |
| Espanha       | Gilbert de Tarragona (Junho de 2007)    | €600,000 ($857,700)         | €240,000 ($343,080)    | €1,500 ($2,144)         |
| Tunísia       | Milliard (22 de outubro de 2007)        | TND1,000,000 ($797,130)     | Desconhecida           | TND500,000 ($398,565)   |
| Reino Unido   | Laura Pearce (7 de janeiro de 2007)     | £250,000 ($512,826)         | £45,000 ($92,309)      | £3,000 ($6,154)         |

Nota: Valores seguidos de seus equivalentes em dólar americano.